# Ivielum sibiricum
Ivielum sibiricum är en spindelart som beskrevs av Kirill Yeskov 1988. Ivielum sibiricum ingår i släktet Ivielum och familjen täckvävarspindlar. Inga underarter finns listade i Catalogue of Life.